# Abies fargesii
Abies fargesii är en tallväxtart som beskrevs av Adrien René Franchet. Abies fargesii ingår i släktet ädelgranar och familjen tallväxter.
Arten förekommer i bergstrakter i Kina mellan 2000 och 4000 meter över havet. Den växer i provinserna Gansu, Sichuan, Shaanxi, Hubei, Chongqing och Henan. Vädret i regionen kännetecknas av kyliga temperaturer och mycket nederbörd.
Denna ädelgran ingår vanligen i barrskogar tillsammans med Picea purpurea, Picea asperata, Picea neoveitchii, Picea brachytyla, Larix potaninii, shensigran, skäggran, Tsuga chinensis och Taxus chinensis. I några skogar hittas även lövträd av björksläktet eller poppelsläktet samt i lägre trakter Fagus engleriana och näsduksträd. Typiskt för skogarna är en undervegetation av buskar från släktena Cotoneaster, Ribes, Spiraea, Rhododendron och Berberis.
Abies fargesii är ett viktigt träd för det regionala skogsbruket med flera användningsområden för träet. I några provinser skadas beståndet av surt regn. Fortfarande är Abies fargesii talrik. IUCN kategoriserar arten globalt som livskraftig.

## Underarter
Arten delas in i följande underarter:
- A. f. fargesii
- A. f. faxoniana
- A. f. sutchuenensis

## Bildgalleri

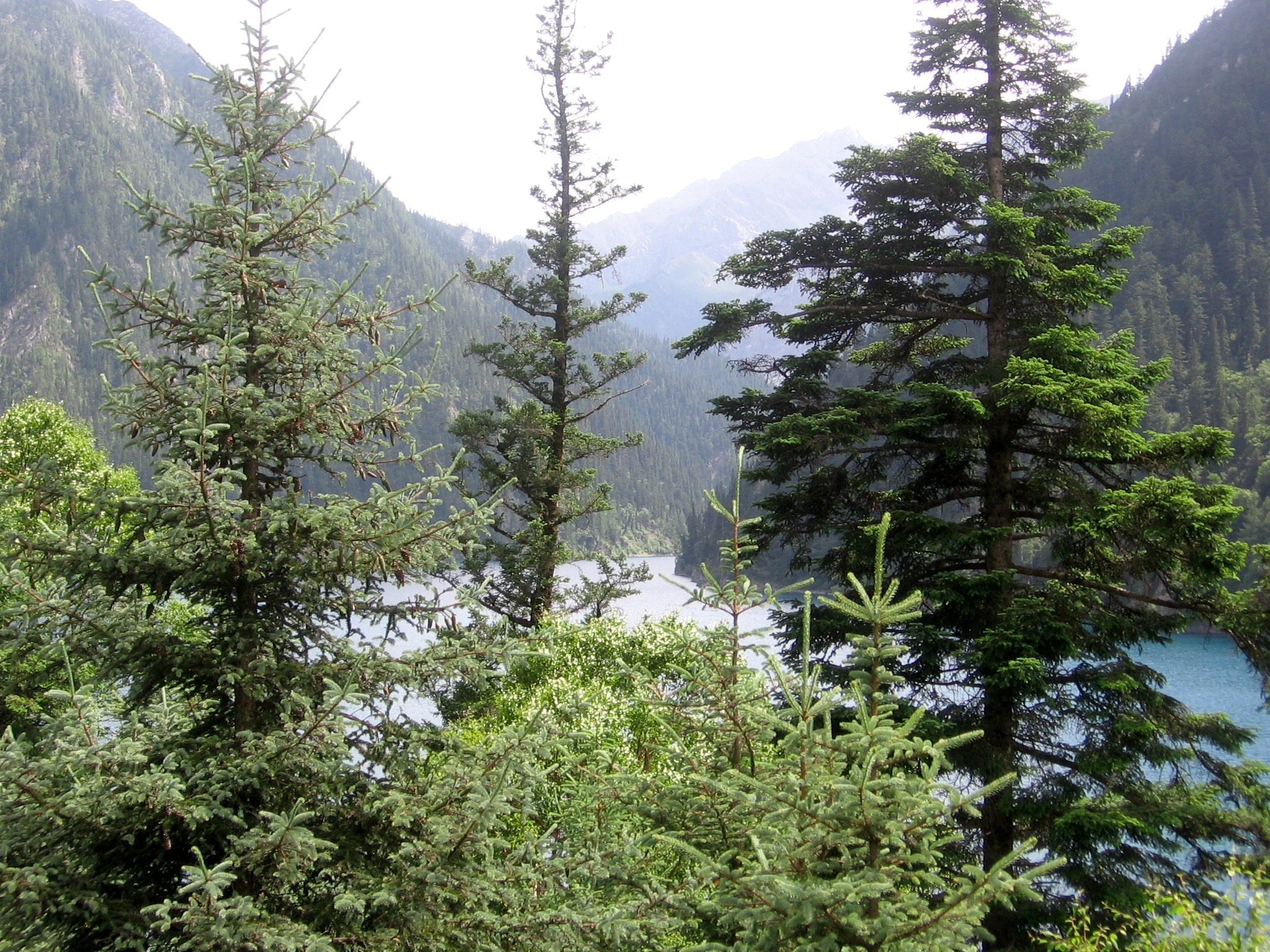
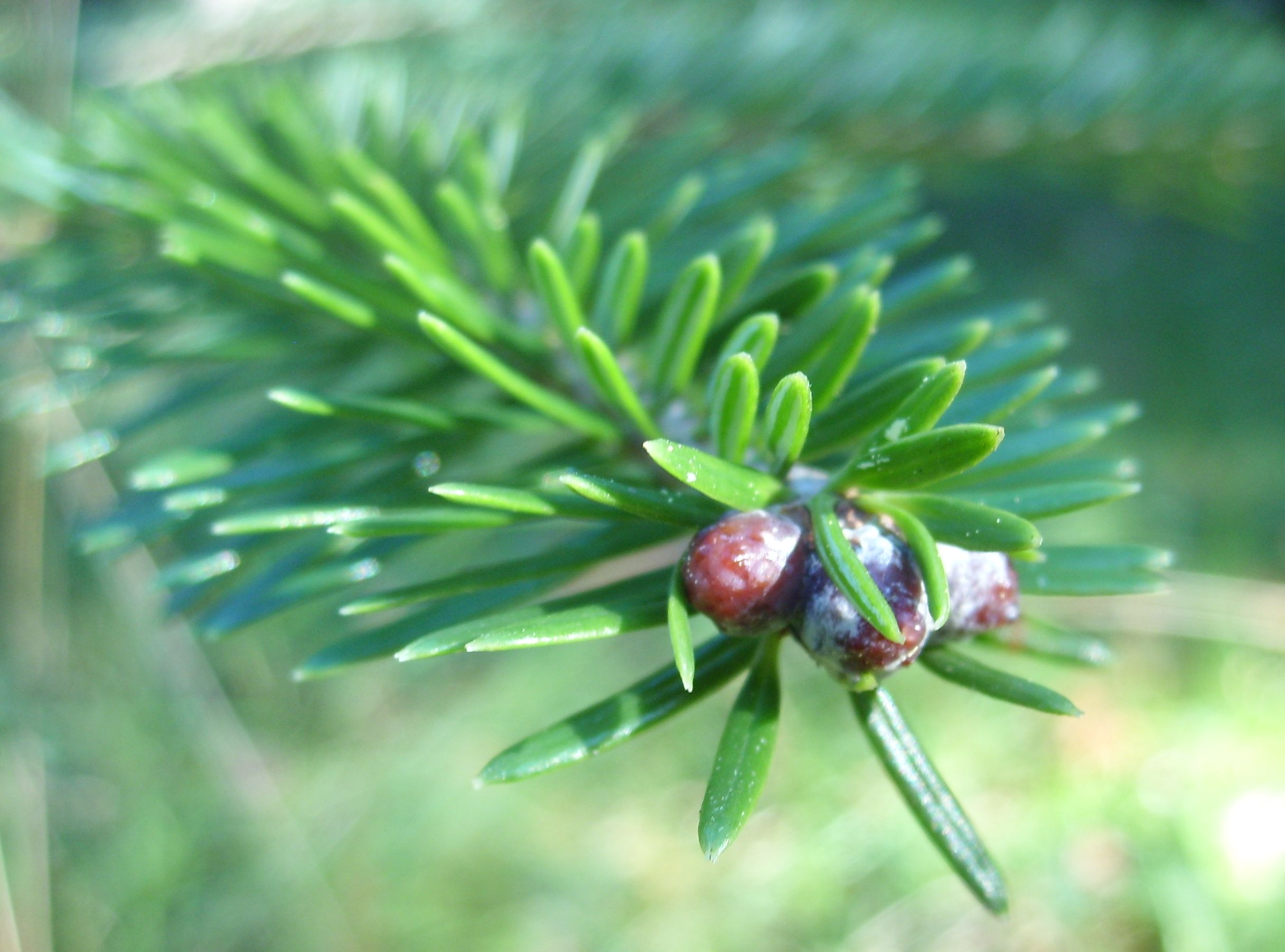
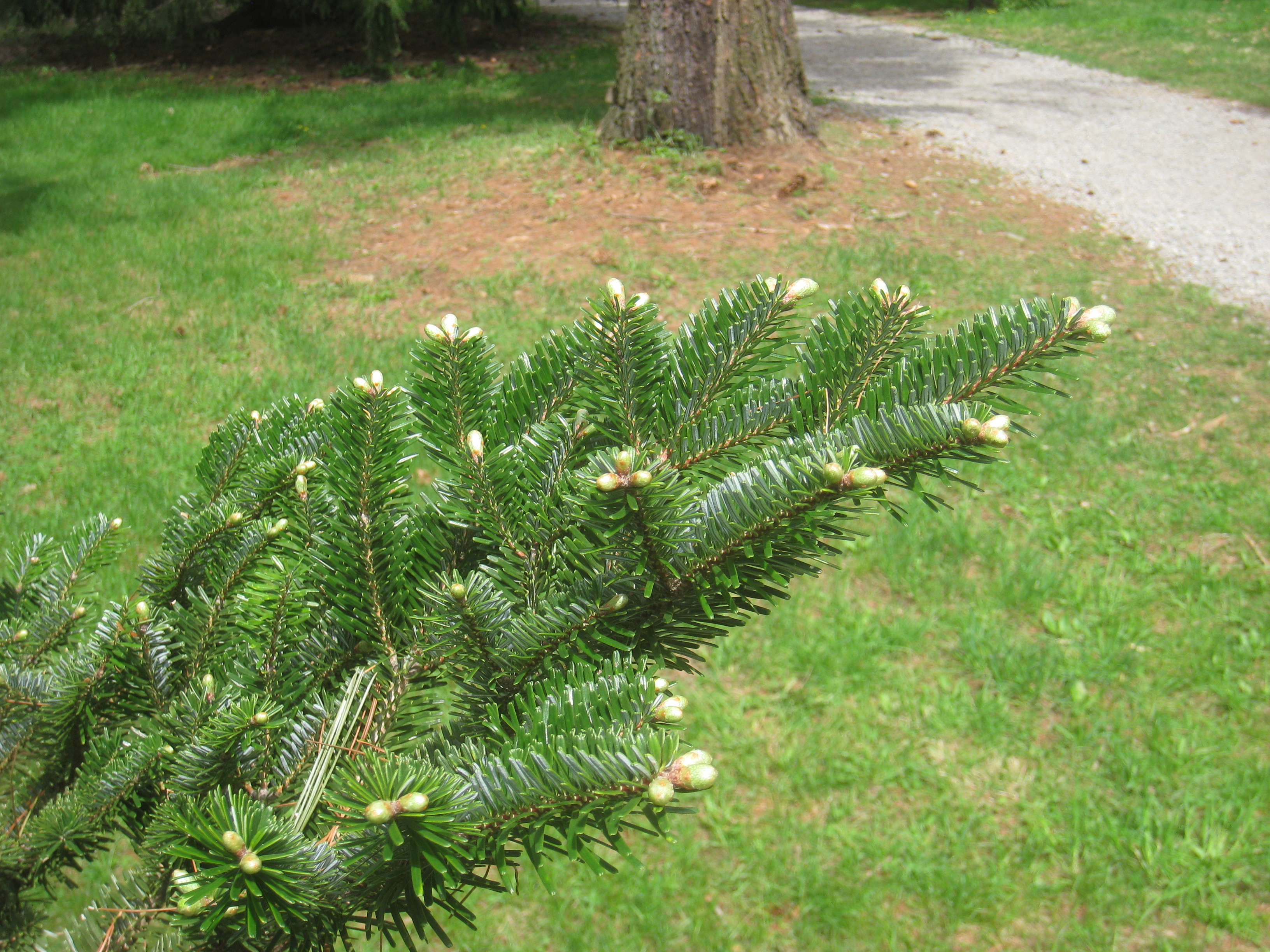